# Pražská bouda
Pražská bouda je horská bouda v Krkonoších. Nachází se v osadě Lučiny, na křižovatce mezi Černou horou, Pecí pod Sněžkou a Černým Dolem na hlavní turistické trase.

## Geografie a geologie
Geograficky Pražská bouda spadá do oblasti Krkonoš a nachází se na tzv. Vnějším hřebenu (dříve označovaném jako Hlavní hřbet), který má zarovnaný povrch, ze kterého vystupují selektivně vypreparované tvrdoše z odolnějších hornin, z nichž nejvyšší je Sněžka.

## Historie až současnost
Po dlouhou dobu sloužila bouda jako jedna ze zotavoven ROH. Bouda v roce 2010 prodělala rozsáhlou rekonstrukci a v současnosti se vrátila i s novou restaurací a cukrárnou do plného provozu.